# Epityches eupompe
Epityches eupompe is een vlinder uit de familie Nymphalidae. De wetenschappelijke naam van de soort is voor het eerst geldig gepubliceerd in 1832 door Hübner & Carl Geyer.